# Хайдар Йилмаз
Хайдар Йилмаз (тур. Haydar Yılmaz; 19 січня 1984, Сусурлук) — турецький футболіст, грає на позиції воротаря. Нині виступає за турецький клуб «Аланіяспор».

## Клубна кар'єра
Хайдар Йилмаз починав свою кар'єру футболіста в клубі «Ескішехір Шекерспор» в 2004 році. Потім він виступав за команди Другої і Першої ліг Туреччини: «Інегельспор», «Газіосманпашаспор», «Тарсус Ідманюрду», «Шанлиурфаспор» і «Карталспор». Влітку 2013 року Хайдар Йилмаз перейшов в клуб Другої ліги «Аланіяспор», з яким через рік вийшов у Першу лігу. А ще через два роки «Аланіяспор» вперше в своїй історії завоював собі місце в Суперлізі.
20 серпня 2016 року Хайдар Йилмаз дебютував на найвищому рівні, вийшовши в основному складі у гостьовій грі з «Бешикташем».